# KARI KSR-1
KSR-1（Korean Sounding Rocket-1），是韓國航空宇宙研究院所設計的1號探空火箭。

## 規格
- 酬载：150 公斤
- 高度：75 公里
- 推力：86 kN
- 重量：1200 公斤
- 直徑：0.42 公尺
- 長度：6.7 公尺

## 外部連結
- KSR-I en Encyclopedia Astronautica